# Istiblennius meleagris
Istiblennius meleagris är en fiskart som först beskrevs av Valenciennes, 1836.  Istiblennius meleagris ingår i släktet Istiblennius och familjen Blenniidae. Inga underarter finns listade i Catalogue of Life.